# Kacper Trelowski
Kacper Trelowski (Częstochowa, 19 agosto 2003) è un calciatore polacco, portiere del Raków Częstochowa.

## Carriera

### Club
Trelowski è cresciuto nel settore giovanile del Raków Częstochowa con cui ha firmato il primo contratto professionistico nel novembre del 2020. Il 16 febbraio 2021 è stato ceduto in prestito al Sokół Ostróda ed undici giorni dopo ha giocato il suo primo incontro ufficiale, contro lo Stal Rzeszów.
Rientrato al club rossoblu, è stato confermato in rosa come portiere di riserva ed ha fatto il suo esordio l'8 agosto in Ekstraklasa contro il Wisła Cracovia. Nel corso della stagione ha vinto la Coppa di Polonia disputando da titolare la competizione. Il 28 agosto 2023 è passato in prestito allo Śląsk Breslavia ma ha trovato poco spazio giocando solamente due incontri in stagione.
Tornato per la seconda volta al Raków, è stato designato come nuovo portiere titolare del club in seguito all'addio di Vladan Kovačević passato a parametro zero allo Sporting Lisbona.

### Nazionale
Ha giocato nelle nazionali giovanili polacche Under-20 ed Under-21.
Il 6 ottobre 2024 ha ricevuto la prima convocazione da parte della nazionale maggiore polacca per gli incontri di Nations League contro Portogallo e Croazia in sostituzione dell'infortunato Bartłomiej Drągowski.

## Statistiche

### Presenze e reti nei club
Statistiche aggiornate all'11 ottobre 2024.
| Stagione                 | Squadra                  | Campionato               | Campionato | Campionato | Coppe nazionali | Coppe nazionali | Coppe nazionali | Coppe continentali | Coppe continentali | Coppe continentali | Altre coppe | Altre coppe | Altre coppe | Totale | Totale | Totale |
| Stagione                 | Squadra                  | Comp                     | Pres       | Reti       | Comp            | Pres            | Reti            | Comp               | Pres               | Reti               | Comp        | Pres        | Reti        | Pres   | Reti   |        |
| ------------------------ | ------------------------ | ------------------------ | ---------- | ---------- | --------------- | --------------- | --------------- | ------------------ | ------------------ | ------------------ | ----------- | ----------- | ----------- | ------ | ------ | ------ |
| gen.-giu. 2021           | Sokół Ostróda            | 2L                       | 11         | -17        | CP              | 0               | 0               | -                  | -                  | -                  | -           | -           | -           | 11     | -17    |        |
| 2021-2022                | Raków Częstochowa        | EK                       | 7          | -6         | CP              | 6               | -4              | UECL               | 0                  | 0                  | SP          | 0           | 0           | 13     | -10    |        |
| 2022-2023                | Raków Częstochowa        | EK                       | 6          | -7         | CP              | 5               | 0               | UECL               | 3                  | -1                 | SP          | 0           | 0           | 14     | -8     |        |
| 2023-2024                | Śląsk Breslavia          | EK                       | 1          | -3         | CP              | 1               | -2              | -                  | -                  | -                  | -           | -           | -           | 2      | -5     |        |
| 2024-2025                | Raków Częstochowa        | EK                       | 11         | -4         | CP              | 1               | 0               | -                  | -                  | -                  | -           | -           | -           | 12     | -4     |        |
| Totale Raków Częstochowa | Totale Raków Częstochowa | Totale Raków Częstochowa | 24         | -17        |                 | 12              | -4              |                    | 3                  | -1                 |             | 0           | 0           | 39     | -22    |        |
| Totale carriera          | Totale carriera          | Totale carriera          | 36         | -37        |                 | 13              | -6              |                    | 3                  | -1                 |             | 0           | 0           | 52     | -44    |        |

## Palmarès

### Club

#### Competizioni nazionali
- Supercoppa di Polonia: 2

Raków Częstochowa: 2021, 2022
- Coppa di Polonia: 1

Raków Częstochowa: 2021-2022
- Ekstraklasa: 1

Raków Częstochowa: 2022-2023